# Borodino (Kursk)
Borodino (russisch Бородино) ist ein Dorf (derewnja) in der Oblast Kursk in Russland. Es gehört zum Rajon Kurtschatow und zur Landgemeinde (selskoje posselenije) Kolpakowski selsowjet.

## Geographie
Der Ort liegt gut 49 km Luftlinie südwestlich des Oblastverwaltungszentrums Kursk im südwestlichen Teil der Mittelrussischen Platte, 15 km südwestlich des Rajonverwaltungszentrums Kurtschatow, 4,5 km vom Sitz des Dorfsowjet – Nowossergejewka, 45 km von der Grenze zwischen Russland und der Ukraine, im Becken des Reut (Nebenfluss des Seim).

### Klima
Das Klima im Ort ist wie im Rest des Rajons kalt und gemäßigt. Es gibt während des Jahres eine erhebliche Niederschlagsmenge. Dfb lautet die Klassifikation des Klimas nach Köppen und Geiger.

## Bevölkerungsentwicklung
| Jahr | Einwohner |
| ---- | --------- |
| 2002 | 62        |
| 2010 | 46        |

Anmerkung: Volkszählungsdaten

## Verkehr
Borodino liegt 34,5 km von der Fernstraße föderaler Bedeutung M2 „Krim“ (Moskau – A142/Trosna – Grenze zur Ukraine), 9,5 km von der Straße regionaler Bedeutung 38K-017 (Kursk – Lgow – Rylsk – Grenze zur Ukraine), 9 km von der Straße 38K-010 (M2 – Iwanino), 12 km von der Straße 38K-004 (Djakonowo – Sudscha – Grenze zur Ukraine), 3 km von der Straße interkommunaler Bedeutung 38N-086 (38K-004 – Ljubimowka – Imeni Karla Libknechta), 2 km von der Straße 38N-090 (38N-086 – Kolpakowo – Iwanino), an der Straße 38N-089 (38N-086 – Sopelowka) und 10 km vom nächsten Bahnhof Blochino (Eisenbahnstrecke Lgow-Kijewskij – Kursk) entfernt.
Der Ort liegt 122 km vom internationalen Flughafen von Belgorod entfernt.